# Triolizm

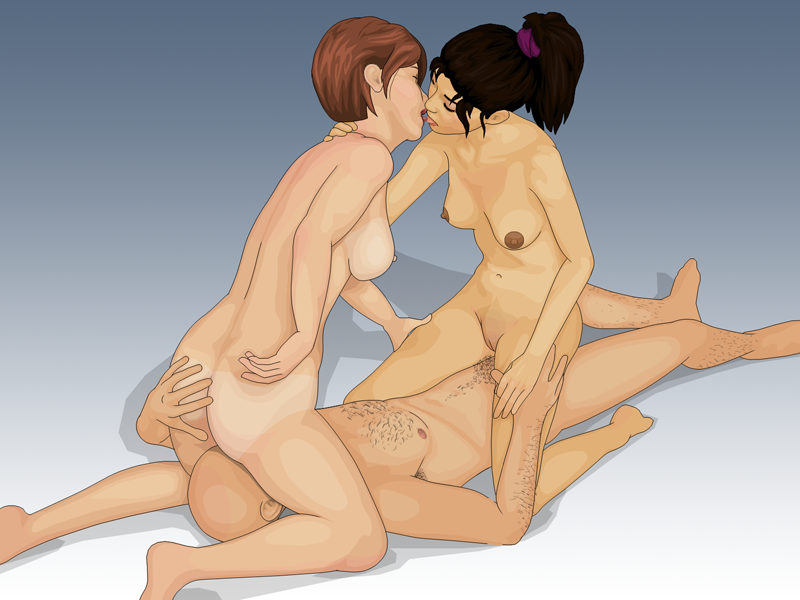
Triolizm z udziałem 2 kobiet i mężczyzny.

Triolizm, potocznie nazywany „trójkątem” lub „trójkącikiem” – zachowanie seksualne, polegające na jednoczesnym współżyciu ze sobą trzech osób.
Triolizm heteroseksualny i biseksualny może polegać zarówno na współżyciu dwóch kobiet z jednym mężczyzną, jak i dwóch mężczyzn z jedną kobietą. Triolizmem będzie również homoseksualny kontakt trzech mężczyzn lub trzech kobiet.
Triolizm może polegać zarówno na podwójnej penetracji, jak i na jednoczesnych kontaktach: genitalnym/analnym i oralnym. Może również przybrać formę towarzyszącej stosunkowi płciowemu manualnej stymulacji innego partnera.
Należy odróżnić triolizm od gang bangu – zachowania seksualnego polegającego na kontakcie jednej osoby z co najmniej trzema innymi osobami.